# Personalstatut
Das Personalstatut ist Recht, das sich auf persönliche Verhältnisse einer natürlichen oder juristischen Person bezieht. Zu unterscheiden sind eine abstrakte, kollisionsrechtliche und eine konkrete, sachrechtliche Bedeutung.

## Kollisionsrechtliche Bedeutung
Im Internationalen Privatrecht (IPR) meinte das Personalstatut jedenfalls ursprünglich die Gesamtheit der Vorschriften einer Rechtsordnung über die persönlichen Lebensverhältnisse einer Person (Personen-, Familien- und Erbrecht). Dabei wurde mehr oder weniger einheitlich entweder an die Staatsangehörigkeit (Staatsangehörigkeitsprinzip; so etwa in Deutschland) oder an Wohnsitz bzw. gewöhnlichen Aufenthalt angeknüpft (so etwa noch heute in der Schweiz).
Mittlerweile jedoch knüpft das Kollisionsrecht der EU für Familien- und Erbrecht vermehrt an den gewöhnlichen Aufenthalt an, ebenso wie das autonome deutsche IPR ab dem 1. Januar 2023 für die Geschäftsfähigkeit der natürlichen Person. Dagegen werden etwa die Rechtsfähigkeit, Namensführung, Todeserklärung, die Voraussetzungen der Eheschließung sowie Betreuung, Vormundschaft und Pflegschaft unter anderem in Deutschland weiterhin an die Staatsangehörigkeit angeknüpft.
Dies bedingt eine gewisse Änderung des Begriffs des Personalstatuts: Entweder bezieht man den Begriff im Anknüpfungsgegenstand weiterhin auf alle persönlichen Verhältnisse, hat dann aber vermehrt verschiedene Anknüpfungsmomente zu berücksichtigen (teils Staatsangehörigkeit, teils Aufenthalt, d. h. es gibt für dieselbe Person kein einheitliches Personalstatut). Oder man beschränkt im Anknüpfungsgegenstand den Bereich der in Betracht zu ziehenden persönlichen Verhältnisse, etwa auf diejenigen, bei denen an die Staatsangehörigkeit angeknüpft wird. Letzteres ist in Österreich begrifflich zwingend.
Im internationalen Gesellschaftsrecht gibt es auch ein Personalstatut juristischer Personen. Dabei wird entweder an den tatsächlichen Sitz ihrer Hauptverwaltung angeknüpft (Sitztheorie; so Deutschland und Österreich) oder an den Staat, nach dessen Recht sie organisiert sind (Gründungstheorie; so die Schweiz).

## Sachrechtliche Bedeutung
Sachrechtlich werden als Personalstatut die Regelungen des Personen-, Familien- und Erbrechts in den Ländern des nahen und mittleren Ostens und Nordafrikas bezeichnet (arabisch قانون الاحوال الشخصية Qanun al-Ahwal asch-Schachsiya, DMG qānūn al-aḥwāl aš-šaḫṣīya; auch: Personenrecht). Zumeist sind diese Regelungen personell (konfessionell) gespaltenen, gelten also jeweils nur für Angehörige einer bestimmten Glaubensrichtung. In einigen Ländern obliegt zudem die diesbezügliche Rechtsprechung den Religionsgemeinschaften.
Beispiel: Libanon, Personalstatut der katholischen Gemeinschaft, gemeinsam für die maronitische, melkitische griechisch-katholische, armenisch-katholische, syrisch-katholische, lateinische und chaldäische Kirche
1. Art. 1 – Allgemeines
2. Art. 6 – Personen
3. Art. 27 – Familienstand (Art. 27 Verlöbnis, Art. 38 Ehe, Art. 39 Brautgabe)
4. Art. 78 – Abstammung
5. Art. 98 – Adoption
6. Art. 119 – Elterliche Sorge
7. Art. 139 – Unterhalt (Art. 153 Ehegatten, Art. 167 Eltern und Kinder)
8. Art. 179 – Entschädigung
9. Art. 183 – Vormundschaft
10. Art. 206 – Erbrecht (Art. 216 Nachlass, Art. 223 Testament, Art. 235 Klerus)
11. Art. 247 – Kirchenvermögen (Art. 247 Temporalien, Art. 255 Stiftungen)
12. Art. 295 – Heilige Stätten
13. Art. 289 – Gerichtsbarkeit
14. Art. 295 – Verfahren

Dieses wird beispielsweise auch von der Römischen Rota in entsprechenden Fällen neben CCEO/CIC als Partikularrecht herangezogen.